# 360 Degrees of Billy Paul
360 Degrees Of Billy Paul jest to czwarty album w karierze filadelfijskiego muzyka - Billy Paula. Został wyprodukowany przez duet, właścicieli Philadelphia International Records - Kennetha Gamble & Leona Huff i wydany przez właśnie tę wytwórnię w 1972 roku. Aranżacją zajęli się artyści: Bobby Martin, Lenny Pakula oraz Norman Harris. Trwająca 45 ¼ min. płyta, zawiera największy hit w dorobku autora - zdobywcę Nagrody Grammy - "Me and Mrs. Jones".

## Lista utworów
| 1. | "Brown Baby" (Kenneth Gamble & Leon Huff)                         | 4:41  |
|    |                                                                   |       |
| 2. | "I'm Just a Prisoner" (Kenneth Gamble, Phil Hurtt, Bunny Sigler)  | 8:05  |
|    |                                                                   |       |
| 3. | "It's Too Late" (Carole King, Toni Stern)                         | 4:39  |
|    |                                                                   |       |
| 4. | "Me and Mrs. Jones" (KennethGamble & Leon Huff, Cary Gilbert)     | 4:52  |
|    |                                                                   |       |
| 5. | "Am I Black Enough for You?" (KennethGamble & Leon Huff)          | 5:22  |
|    |                                                                   |       |
| 6. | "Let's Stay Together" (Al Green, Al Jackson Jr., Willie Mitchell) | 6:31  |
|    |                                                                   |       |
| 7. | "Your Song" (Elton John, Bernie Taupin)                           | 6:36  |
|    |                                                                   |       |
| 8. | "I'm Gonna Make It This Time" (Jean Lang, Bunny Sigler)           | 4:28  |
|    |                                                                   |       |
|    |                                                                   | 45:14 |
|    |                                                                   |       |

## Muzycy
- Billy Paul - Główny wokal oraz chórki
- Bobby Eli, Bunny Sigler, David Bay, Norman Harris, Roland Chambers - Gitara
- Eddie Green, Leon Huff - Pianino
- Vincent Montana, Jr. - Wibrafon
- Anthony Jackson, Ron Baker - Bass
- Earl Young, Norman Farrington - Perkusja
- Don Renaldo - Instrumenty dęte oraz smyczki
- Larry Washington - Konga
- Lenny Pakula - Organy

## Notowania
Album
| Rok 1973                  | Miejsce |
| ------------------------- | ------- |
| Billboard Pop Albums      | 17      |
| Billboard Top Soul Albums | 1       |

Single
| Rok  | Single                      | Miejsce na liście      | Miejsce na liście | Miejsce na liście |
| Rok  | Single                      | U.S. Billboard Hot 100 | US Soul           |                   |
| ---- | --------------------------- | ---------------------- | ----------------- | ----------------- |
| 1972 | "Me and Mrs. Jones"         | 1                      | 1                 |                   |
| 1973 | "Am I Black Enough for You" | 79                     | 29                |                   |